# Tipula carizona
Tipula carizona är en tvåvingeart som beskrevs av Alexander 1913. Tipula carizona ingår i släktet Tipula och familjen storharkrankar. Inga underarter finns listade i Catalogue of Life.